# Tierna Davidson
Tierna Lillis Davidson (født 19. september 1998) er en kvindelig amerikansk fodboldspiller, der spiller som forsvar for Chicago Red Stars i National Women's Soccer League og USA's kvindefodboldlandshold, siden 2018.
Hendes landsholdsdebut var 31. august 2018, mod Chile, hvor hun selv scorede i hendes første landskamp.
Hun skrev den 11. marts 2019, under med NSWL-klubben Chicago Red Stars.
Davivdson var med til at vinde guld ved VM 2019 i Frankrig, efter finalesejr over Holland, 2-0.